# Ettenberg (Gemeinde Waldhausen)
Ettenberg ist eine Streusiedlung in der Marktgemeinde Waldhausen im Strudengau in Oberösterreich.
Die Streusiedlung befindet sich nördlich des Ortes Waldhausen und nordwestlich von Schloßberg und besteht aus mehreren Ortslagen und Einzelhöfen. Während im Süden des Ortes mehrere kompakte Siedlungsgebiete liegen, erheben sich nach Norden gegen Dendlreith hin zwei bewaldete Bergkuppen, zwischen denen der Kesserbergerbach hindurchfließt. Im nördlichen Teil von Ettenberg befindet sich unter anderen die Ortslage Lainmühle, heute ein Sägewerk. Die Grenze im Westen zur Marktgemeinde Dimbach hin bilden der Sarmingbach, der den Badesee Waldhausen speist, und der Dimbach.
Die Geschichte des Ortes ist eng verknüpft mit dem Stift Waldhausen, das mehrmals zerstört und 1792 aufgehoben wurde.
Bis ins Jahr 2020 war Ettenberg als Ortschaft ausgewiesen.